# Carica cnidoscoloides
Carica cnidoscoloides är en tvåhjärtbladig växtart som beskrevs av D.H. Lorence, R. Torres Colín. Carica cnidoscoloides ingår i släktet Carica och familjen Caricaceae. Inga underarter finns listade i Catalogue of Life.